# Pan Witek
Pan Witek, gość z Atlantydy, właściwie Witold Szymański (ur. 19 września 1943) – polski gitarzysta i śpiewak uliczny, znany z charakterystycznego kowbojskiego stroju oraz ekscentrycznego zachowania i aranżacji wykonywanych utworów.

## Życiorys
Pochodzi ze wsi Prace Małe pod Tarczynem. Jego ojciec był pieśniarzem ludowym.
W latach 60. i 70. grał w zespole Wieśniacy z Prac Małych, którego był założycielem. Karierę ulicznego muzyka rozpoczął w latach 90., po tym jak zmuszony był sprzedać swoje znacznie zadłużone gospodarstwo ogrodnicze. Wyjechał wtedy do Trójmiasta, z czasem zdobył lokalną sławę dzięki występom na sopockim Monciaku. Za namową poznanego w Gdańsku Tymona Tymańskiego wydał w 1993 kasetę pt. Gość z Atlantydy (według innych źródeł ukazała się ona dopiero w 2000), później nagrał również płytę CD pod tytułem Hultaj.
Od 1993 występował w programie telewizyjnym Lalamido, gdzie w każdym odcinku wykonywał około minutową piosenkę. Do udziału w programie został zaangażowany przez Krzysztofa Skibę i Pawła Konnaka. Po raz pierwszy wystąpił solowo przed większą publicznością również w 1993, na festiwalu Energia Sztuki w Żarnowcu. W 1994 zagrał spontaniczny, improwizowany koncert podczas imprezy w katowickim Spodku. Brał udział w wielu imprezach charytatywnych, występował gościnnie przed znanymi polskimi zespołami, m.in. w Jarocinie (w 1994), na festiwalu Przystanek Woodstock (w 1995, 2002 i 2007), na Jarmarku św. Michała w Żaganiu oraz w ramach Wielkiej Orkiestry Świątecznej Pomocy. W trakcie jednej z aukcji wspierających WOŚP wystawił na licytację swoją gitarę, jednak nabywca zwrócił mu instrument. Wystąpił w 32 programach telewizyjnych, był między innymi gościem w talk-show Kuby Wojewódzkiego.
Jest muzycznym samoukiem. Jego repertuar obejmuje duży zbiór starych i nowych utworów ludowych, popularnych ballad i pieśni (oraz ich przeróbek), a także własnych kompozycji (według samego artysty tych ostatnich jest około 100). Charakterystyczną częścią image'u artysty jest jego kowbojski strój. Występuje w wielu miastach Polski, m.in. Warszawie, Sopocie i Radomiu, w przeszłości grał także w Irlandii i Holandii. Poza muzyką zajmuje się też ogrodnictwem jako aranżer ogrodów skalnych i rzeźbi w drewnie.
Od lat 90. XX wieku prowadzi działalność polityczną – założył jednoosobową partię Odrodzenie Narodowe „Centrum” i kilkukrotnie (m.in. w 2010) usiłował bezskutecznie wystartować w wyborach prezydenckich. Zbierał podpisy pod autorskim projektem konstytucji, opartym na myślach Sokratesa. Według Krzysztofa Skiby, który współpracował z artystą w Lalamido, Pan Witek inspirował się także ideami zawartymi w Mein Kampf. Było to przyczyną wykluczenia muzyka z programu.
Żonaty z Zofią, mają dzieci. Ma brata Ryszarda, który też jest muzykiem. Na stałe mieszka w Radomiu.
W 2014 pociąg kursujący między Krakowem a Kostrzynem nad Odrą (w ramach trasy z okazji Przystanku Woodstock) nazwano „Pan Witek” na cześć muzyka.

## Dyskografia
- Punkowa Orkiestra Świątecznej Pomocy – kaseta VHS (składanka, zapis koncertu z Krakowa, 1999)[18]
- Gość z Atlantydy – kaseta (Biodro Records, 2000)[19]
- Hultaj – płyta CD
- Przystanek Woodstock – Najgłośniejszy film polski – płyta CD (ścieżka dźwiękowa filmu) – piosenka W Żarach na Przystanku Woodstock (Złoty Melon Firma, 2003)

## Filmografia
- Przystanek Woodstock – Najgłośniejszy film polski – piosenka W Żarach na Przystanku Woodstock (Złoty Melon Firma, 2002)[20]
- Pan Witek – Gość z Atlantydy – reportaż dla TVP3 Warszawa autorstwa Małgorzaty Karoliny Piekarskiej (2003)[21]
- Wściekłe pięści Węża 3 – jako Domino Kuźwar, reż. Bartosz Walaszek (2013)[22]